# Livin' on the Edge
"Livin' on the Edge" är en låt av Aerosmith, skriven av Steven Tyler, Joe Perry och Mark Hudson. Låten släpptes som första singel från albumet Get a Grip (utgivet 1993) och nådde plats nummer 18 på Billboard Hot 100. När Hudson var med och skrev låten funderade han över vad John Lennon skulle ha sagt om sociala frågor, som rasism, om han levt då. 
Edward Furlong har huvudrollen i musikvideon till låten. Låten vann en Grammy Award i kategorin "Best Rock Performance by a Duo or Group with Vocal".